# Granica estońsko-łotewska
Granica estońsko-łotewska – granica państwowa pomiędzy Estonią oraz Łotwą, istniejąca od ogłoszenia przez oba kraje niepodległości w roku 1918, do inkorporacji do ZSRR w 1940 oraz od ponownego ogłoszenia niepodległości w 1991.

## Przebieg granicy
Granica zaczyna się w trójstyku pomiędzy miejscowościami Misso (EST), Pededze (LVA) i Ławrami (RUS). Biegnie ona na zachód, aż do okolic miejscowości Gaujienia (LVA), gdzie skręca na północny zachód. Przecina następnie na pół miasto Valka/Valga i przed miasteczkiem Abja (EST) skręca na południowy zachód, podążając do wybrzeża Morza Bałtyckiego, które osiąga pomiędzy wsiami Ainaži (LVA) oraz Ikla (EST).

## Kształtowanie się wspólnej granicy

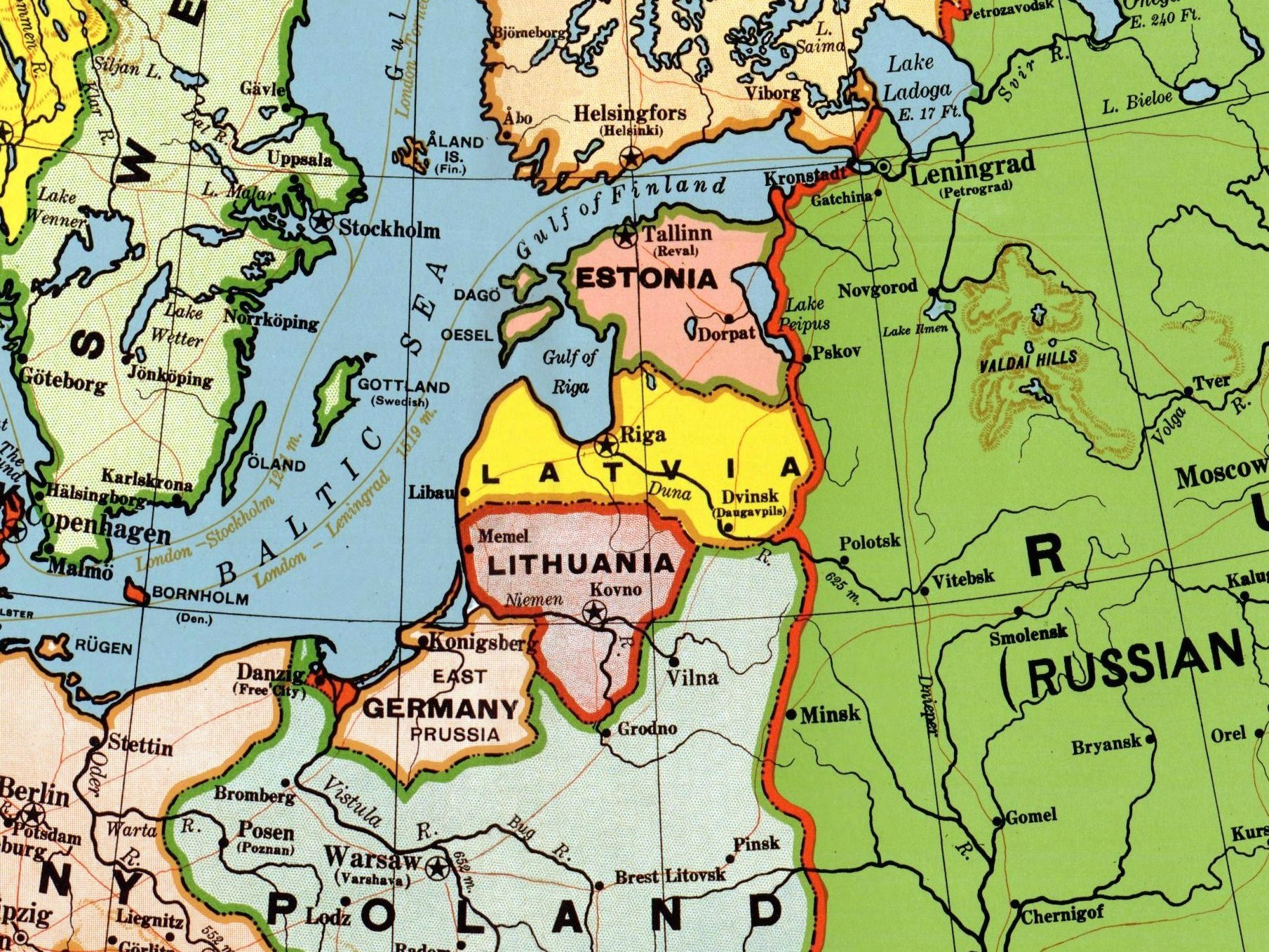
Granica w okresie międzywojennym

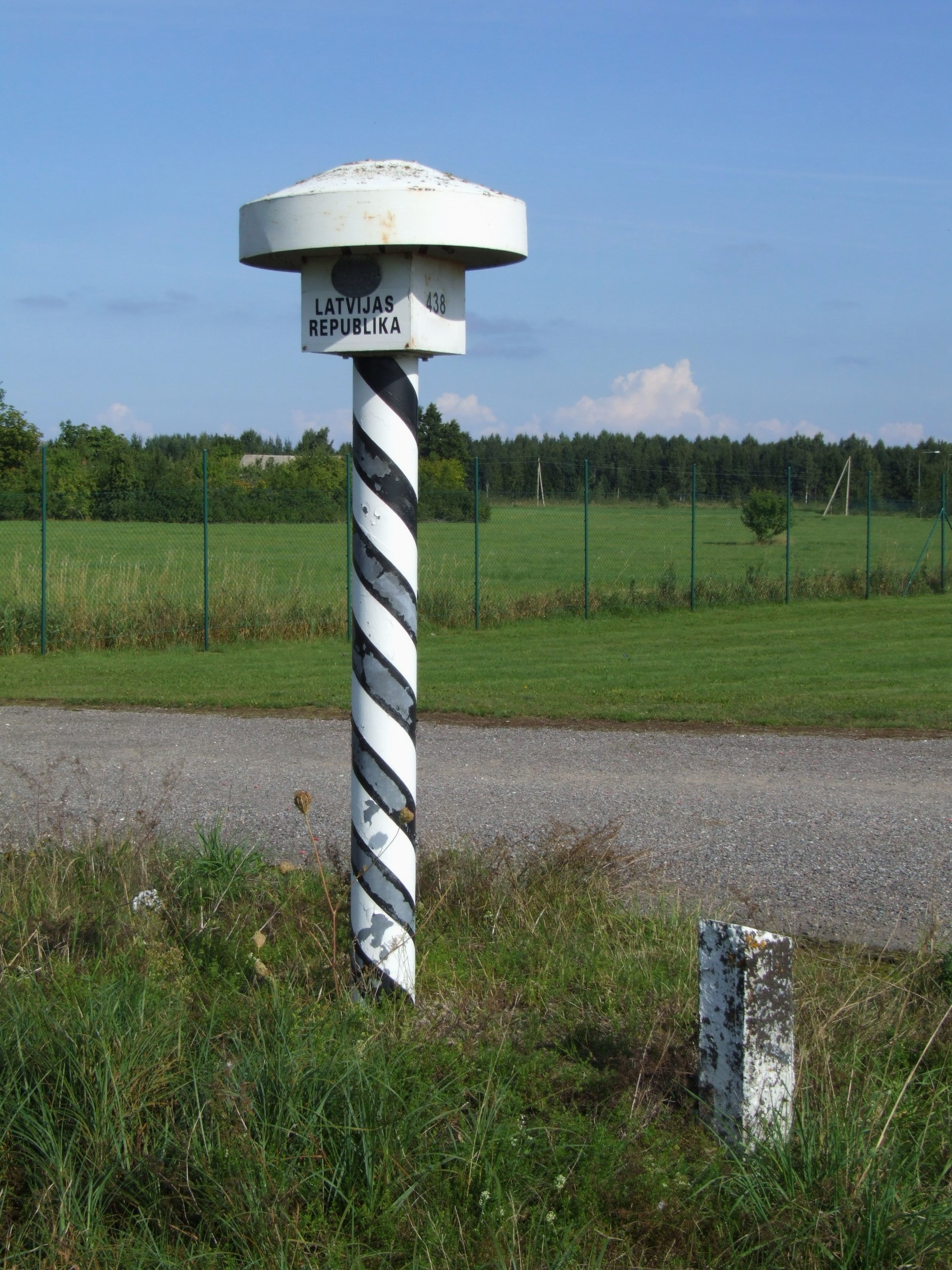
Łotewski słupek graniczny w okolicach miejscowości Ainaži

Przebieg granicy ustalili wspólnie przedstawiciele Łotwy i Estonii, wkrótce po ogłoszeniu przez oba kraje niepodległości. Ponieważ nigdy wcześniej żadne z tych dwóch państw nie istniało, nie istniały także żadne ambicje terytorialne. Granica została wytyczona na zasadzie etnicznej. Po przekształceniu przez ZSRR obu krajów w republiki radzieckie ich granice uległy drobnej zmianie - po włączeniu do Rosyjskiej FSRR okręgu wokół miasta Pieczory (przedtem należącego do Estonii) nieznacznie się ona skróciła. 
Po uniezależnieniu się Łotwy i Estonii od Związku Radzieckiego w 1991 roku granica nie uległa zmianie.

## Przejścia graniczne
Od 2007 roku oba kraje są członkami strefy Schengen i nie są na wspólnej granicy przeprowadzane kontrole graniczne, a jej przekraczanie jest możliwe w jej dowolnym miejscu.
Przejścia graniczne przed przystąpieniem do Układu z Schengen: